# Philippe Berkane
Philippe Berkane (né Amokrane Berkane), né le 11 novembre 1910 à Michelet (Algérie), aujourd’hui Aïn El Hammam en Kabylie, et mort vraisemblablement au mois d'août 1944 à Saint-Girons (France) ou à proximité tué par les Allemands et/ou des supplétifs français à leur service est un interprète traducteur juré auprès des tribunaux et agent de la Sipo-SD de Saint-Girons. Il est adhérent du parti populaire français à Saint-Girons.

## Biographie
Philippe Berkane,,, est né le 11 novembre 1910 à Michelet (Algérie), aujourd’hui Aïn El Hammam, Kabylie. Avec son épouse ou compagne, Kaloudja Aliche, il a un fils, Étienne André Berkane né à Michelet le 27 mars 1934 (mort le 9 février 2006 à Sens (Yonne).

### Tarbes
Philippe Berkane s’installe en métropole entre 1934 et 1935. Il habite en 1935 à Tarbes (Hautes-Pyrénées). Il a une concubine, Olympe Valentine Sournet (née à Tarbes, le 15 avril 1917 et morte à Cannes (Alpes-Maritimes), le 21 novembre 1997). Ils ont une fille Mireille, née le 22 janvier 1935 à Tarbes. Il est interprète et traducteur juré (de l’arabe) auprès du tribunal de Tarbes.

### Seconde Guerre mondiale
D’après sa carte d’identité,  établie le 28 février 1943, il habite à Vielle-Aure (Hautes-Pyrénées). Plus tard, accompagné d'Olympe Sournet et de ses deux enfants, il s’installe à Vicdessos (Ariège).
Le 27 janvier 1944, il s’établit à Saint-Girons (Ariège). Il y vit avec Olympe Sournet et ses enfants dans un meublé, au 11 avenue Maréchal Foch.

#### Collaborationniste
A Saint-Girons (Ariège), Philippe Berkane commence sa  carrière » de collaborationniste.
Il devient membre du parti populaire français (PPF) à Saint-Girons. Ce parti collaborationniste y crée la plus importante section de ce département. Le PPF met en place, à partir de 1944, à la demande du Gauleiter Fritz Sauckel, des Groupes d’action pour la justice sociale (GAJS), pour veiller à la protection des familles des membres de la Légion des volontaires français contre le bolchevisme (LVF), de la Waffen SS et des travailleurs français en Allemagne.
Il fait partie de la police auxiliaire, la « Stosstrupp » aux ordres d’Horst Heberstreit, chef de la Sipo-SD de Saint-Girons.
Philippe Berkane devient un tueur qui terrorise le Couserans et le Comminges.
Il bénéficie d’une certaine autonomie. Il a de plus, la confiance du capitaine Walter Dreyer, chef de la Douane allemande (Zollgrenzshutz) de Saint-Girons, un nazi, de l’Abwehr, très lié à Horst Heberstreit. De fait, Dreyer est le vrai chef de la police allemande, de par ses contacts avec les tueurs du GAJS et des autres supplétifs de la « Stosstrupp ».
Philippe Berkane reçoit 4 000 fr. mensuels d’émoluments (plus les primes). Il fait main basse sur les biens de ses victimes dont il visite les domiciles. Il mène un grand train de vie. 
Il aurait exécuté au moins une quinzaine de personnes. 
Il repère l’activité d’Adrien Berné passeur d’Urau (Haute-Garonne), tué par les Allemands le 17 mai 1944. 
Philippe Berkane s’intéresse au maquis FTPF de Betchat (Ariège)  contre lequel il intervient directement ou indirectement à plusieurs reprises.  
Il est en contact étroit avec Jean-Pierre Frédéric Aldebert, un ancien ingénieur des Arts-et-Métiers de soixante-quatre ans, photographe à Salies-du-Salat (Haute-Garonne), au 42 avenue de la Paix. Aldebert est un collaborationniste affilié à la Milice.  Berkane et Aldebert terrorisent les populations de la basse vallée commingeoise du Salat, multipliant vexations et exactions contre les habitants, s’enrichissant grâce à leurs rapines. Des maquisards Francs-tireurs et partisans (FTPF) de Betchat décident de liquider Aldebert. Le 18 mai 1944, ils tuent par erreur Joaquina Otto, née Rausa qui habite l’appartement situé juste au-dessus de celui d’Aldebert.
Philippe Berkane obtient des codes destinés à la réception d’un parachutage reçus par Claude Salmon, de l’Organisation de résistance de l'Armée (O.R.A.) et agent du réseau Alliance domicilié à Saint-Gaudens (Haute-Garonne). Il informe les Allemands de Saint-Girons. Le 10 juin 1944, Claude Salmon, passager d’une moto pilotée par Aimé Loubon, est de retour d’une mission à Saint-Girons. Ils sont arrêtés par la division Das Reich, menant une action contre le maquis FTPF de Betchat (Ariège). L’information recueillie par Philippe Berkane serait à l’origine de la capture et de l'exécution sommaire par les Allemands à Martres-Tolosane (Haute-Garonne).
À Saint-Martory, Armande Lasseras (connue comme Armande Lasserre), agent du réseau Françoise , recoit à son café les candidats au passage vers l’Espagne envoyés par la Toulousaine Marie-Louise Dissart alias Françoise. Dénoncée, Armande Lasserre est arrêtée et torturée par Philippe Berkane et doit sa vie à l’intervention d’un notable de la commune, affilié à la Milice.
Le 27 mai 1944, avec Roger Vidali, du Parti populaire français (PPF) de Saint-Girons, il prend en filature, dans cette ville, trois agents du membre du  réseau Gallia en mission dans le Couserans : André Guillaumot, Yvette Garrabé et Yves Ouvrieu. Avec Vidali, il abat Garrabé et Ouvrieu et blesse Guillaumot qui, torturé à la Sipo-SD de Saint-Girons puis interné à la prison Saint-Michel de Toulouse, embarque dans cette ville dans le train fantôme et est fusillé le 1e août 1944 à Souge (Gironde).

### Disparition
Au début de juillet 1944, Philippe Berkane  est évincé des rangs des auxiliaires de la Sipo-SD saint-gironnaise. Il disparait.
Le 27 décembre 1945, Olympe Sournet est condamnée pour « complicité de trahison » à trois ans de prison par la cour de Justice de l’Ariège, à l’indignité nationale et à 10 ans d’interdiction de séjour dans le département de l’Ariège. Elle se marie le 15 avril 1953 à Agadir (Maroc) avec Henri, Jean, Vital Praxède. Elle meurt à Cannes (Alpes-Maritimes) le 21 novembre 1997.